# Renault 1 000 kg
Les Renault R.2060 1 000 kg et R.2062 1 400 kg de 1949, renommés en 1959 respectivement « Voltigeur » et « Goélette », sont des fourgons et petits camions à cabine avancée fabriqués par la Régie Nationale des Usines Renault. Ils font partie d'une série d'utilitaires produits de mai 1945 à 1965 qui comprend également le Renault Galion.

## Historique
La fourgonnette R.206 E1 a été le premier véhicule conçu après la Seconde Guerre mondiale par le constructeur français récemment nationalisé, la Régie Nationale des Usines Renault - R.N.U.R..
Pour inaugurer le changement de stratégie, le constructeur va changer sa codification et fait précéder d'un "R" chaque nouveau type de véhicule. Le R.206 E1 inaugure ce nouveau type de codification où le 1er chiffre désigne le type d'engin (2 pour un utilitaire essence), le deuxième et le troisième la série et le dernier, le modèle dans la série.

### Contexte historique
En 1945, tous les pays d'Europe occidentale, dont la France, sont dévastés. Tout doit être reconstruit. Dans la production automobile, l’effort doit se concentrer sur la production de véhicules utilitaires de tout tonnage, indispensables pour transporter les matériaux. Le gouvernement français met en œuvre le Plan Pons, un plan dirigiste pour répartir l'activité entre les constructeurs. Il doit permettre également de répartir les matières premières mais engendre des contraintes car il impose, de fait, des limites aux industriels. Les constructeurs automobiles sont "encouragés" à lancer de nouveaux modèles, mais doivent se conformer au seul type de catégorie qui leur a été attribué, en prenant soin de ne pas dépasser un prix de vente fixé par les autorités. L’armée française qui n'a plus de parc en état de marche, doit urgemment s'équiper d’un petit utilitaire moderne pouvant transporter un chargement d'une tonne. C’est donc à la nouvelle Régie Nationale Renault que ce créneau, le plus demandé, est immédiatement attribué. L’étude du nouveau modèle utilitaire est lancée et le premier prototype est rapidement présenté, le R206 E1, en fin d'année 1945. D'une architecture archaïque et fragile puisque reposant sur une ossature en bois, son industrialisation est facile et rapide. 

## Renault R.206 E1 / R.2060 / R.2062
Présentée en avant-première en fin d'année 1945 sous le code usine R.206 E1, la Renault R.2060 1 000 kg a été la camionnette la plus vendue de sa catégorie en France dans les années 1950.
La mécanique est ancienne, le moteur type « 85 » de la Renault Primaquatre de 2 121 cm3 (48 ch SAE). Trois variantes de carrosserie sont proposées : fourgonnette tôlée, camionnette avec toiles latérales enroulables et Sanitaire, pouvant recevoir des brancards donc, adaptée à un usage militaire. Les premières versions ont des phares avant proéminents.
Contrairement à son principal concurrent français, le Citroën Type H, le fourgon Renault conserve une architecture classique : arbre de transmission pour la propulsion aux roues arrière avec pont rigide, 2 essieux rigides avec suspensions par ressorts semi-elliptiques, châssis poutres séparé en acier qui lui apporte un surcroît de robustesse face à la charge. Néanmoins, les premiers modèles, jusqu'en 1950, possèdent une ossature en bois et sont fragiles. Son handicap par rapport à un monocoque traction avant comme le type H, c'est son poids à vide supérieur et un seuil de chargement beaucoup plus élevé.
Réservé aux administrations et aux militaires, il faudra attendre 1947 pour que Renault soit autorisé à vendre la fourgonnette à une clientèle civile qui est alors baptisée R.2060 et qui va bénéficier d'une modification avec l'intégration des phares dans la face avant.
En juillet 1949, la version 1 400 kg, R.2062 fourgon ou plateau-ridelles bois bâché est présentée. Elle va vite devenir le modèle le plus apprécié et recherché. Elle conserve la structure bois de la cabine et les portes suicide.
Pendant sa longue carrière, le R.2060 1 000 kg connaîtra de nombreuses modifications : tôlerie, inversion du sens d'ouverture des portières suicides d'origine, pare-chocs avant, feux, clignoteurs, plaque de police arrière et décorations.
En 1952, de nouvelles modifications vont faire naître les versions R.2065 (1 000 kg) et R.2066 (1 400 kg) équipées d'un nouveau moteur plus puissant déjà utilisé sur la Renault Frégate, 1 996 cm3 (49 ch SAE à 3.000 tr/min) ainsi qu'une boite de vitesses à 4 rapports, dont la 1re n'est toujours pas synchronisée. Certaines sources considèrent que 70 000 exemplaires auraient été produits jusqu'en 1966... En cette année 1952, la gendarmerie passe commande d'une multitude de fourgons vitrés, le type minibus R.2065 qui permet de transporter jusqu'à huit gendarmes. Le R.2065 sera surtout utilisé comme « panier à salade ».

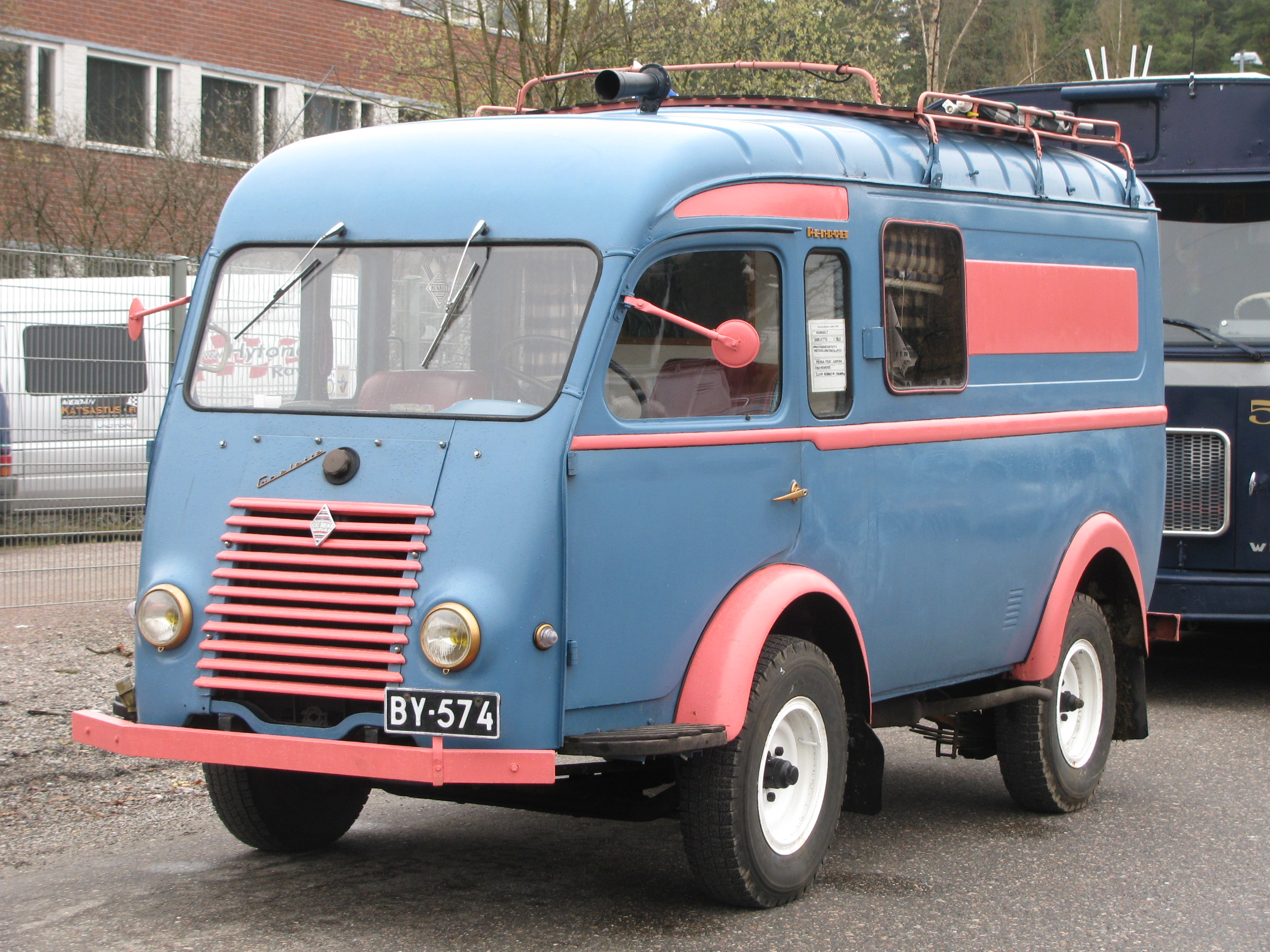
Fourgon Renault Goélette

En 1954, une porte latérale coulissante à droite équipe les fourgons 1000 et 1 400 kg. En 1956, la version sanitaire R.2065 (1 000 kg), dérivée de la camionnette 206 E (cinq blessés couchés), est commercialisée.
En 1957, les versions 4x4 R.2067 (tous-chemins) et R.2087, 800 kg puis 1 030 kg de charge utile pour le modèle R.2087N sont présentées. Le modèle sanitaire R.2087 découle d'une combinaison entre la partie 4x4 des R.2067 et R.2069 et le moteur du R.2086, Renault « Étendard » 671-2 de 2 141 cm3 (64 ch SAE à 3.300 tr/min). La production des versions sanitaires R.2087 et R.2087N s'arrête en 1964. La version sanitaire R.2087 sera alors transformée en 4x4 par Sinpar, équipée de l'ancien moteur quatre cylindres type 671 de 2 241 cm3, classique et éprouvé, conservé sur la version SG2 4x4 prototype.

### Renault Voltigeur - Goélette & Galion
Pour les millésimes 1960, les fourgonnettes 1 000 kg et 1 400 kg prennent respectivement le nom de « Voltigeur » et « Goélette »,. Sur cette dernière, le moteur « 85 » à culbuteurs, de 49 ch, monté depuis fin 1952, est remplacé par l'« Étendard », développant 64 ch SAE, issu de la Renault Frégate.
Au cours du printemps 1961, une motorisation diesel (sous licence Alfa Romeo) de 58 ch est disponible. À la mi-1962, le moteur Diesel TMD Indenor (aussi monté sur le Peugeot D4) est remplacé par un moteur Renault de 61 ch. En 1963, le modèle « Voltigeur » est abandonné, les modèles « Goélette » et « Galion » seront abandonnés en 1965.
Les dernières séries se distinguent par leurs petites vitres latérales supplémentaires. Parmi eux, certains plateaux bâchés étaient encore visibles au milieu des années 1980.
La Renault Goélette a été l'une des fourgonnettes les plus populaires dans la France des années 1950/1960. Elle a été largement utilisée par toutes les administrations, notamment par les PTT pour l'acheminement du courrier, la Gendarmerie, par la Police comme « panier à salade » et enfin les artisans.

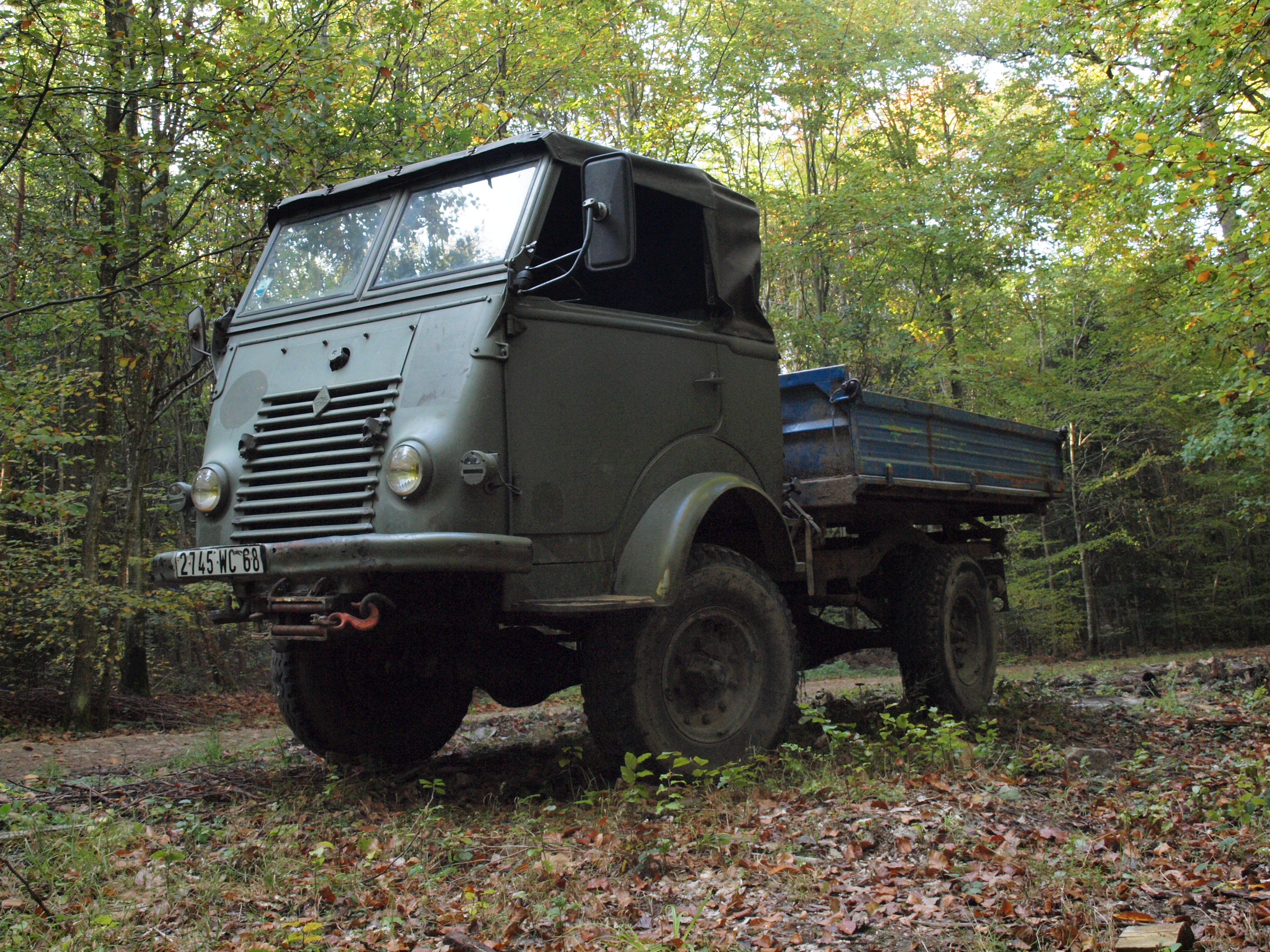
Renault R2087 4×4 militaire

À partir de juin 1952, l'armée française achète des variantes à quatre roues motrices transformées par Herwaythorn ou Sinpar, reconnaissables à leur garde au sol surélevée en version véhicule tactique à carrosserie torpédo avec une cabine décapotable et un pare-brise rabattable ou en version fourgon sanitaire. Le « R.2087 » ambulance est resté présent dans les casernements pendant plusieurs décennies.
Ces modèles ont été remplacés par les SG2 « Super-Goélette » et SG4 « Super-Galion », présenté le 2 juin 1965, qui portent, dans un premier temps, la double marque Renault-Saviem.
| Types Mines des modèles 4x4 | Moteurs Renault                                          |
| --------------------------- | -------------------------------------------------------- |
| R.2064                      | 2 383 cm3 type 603 (« 85 » à soupapes latérales)         |
| R.2067/R.2069               | 1 996 cm3 type 668 (« 85 » à culbuteurs) origine Frégate |
| R.2087/R.2087 N             | 2 141 cm3 type 671 (« Étendard »)                        |

## Gamme Renault R.20601,000kg

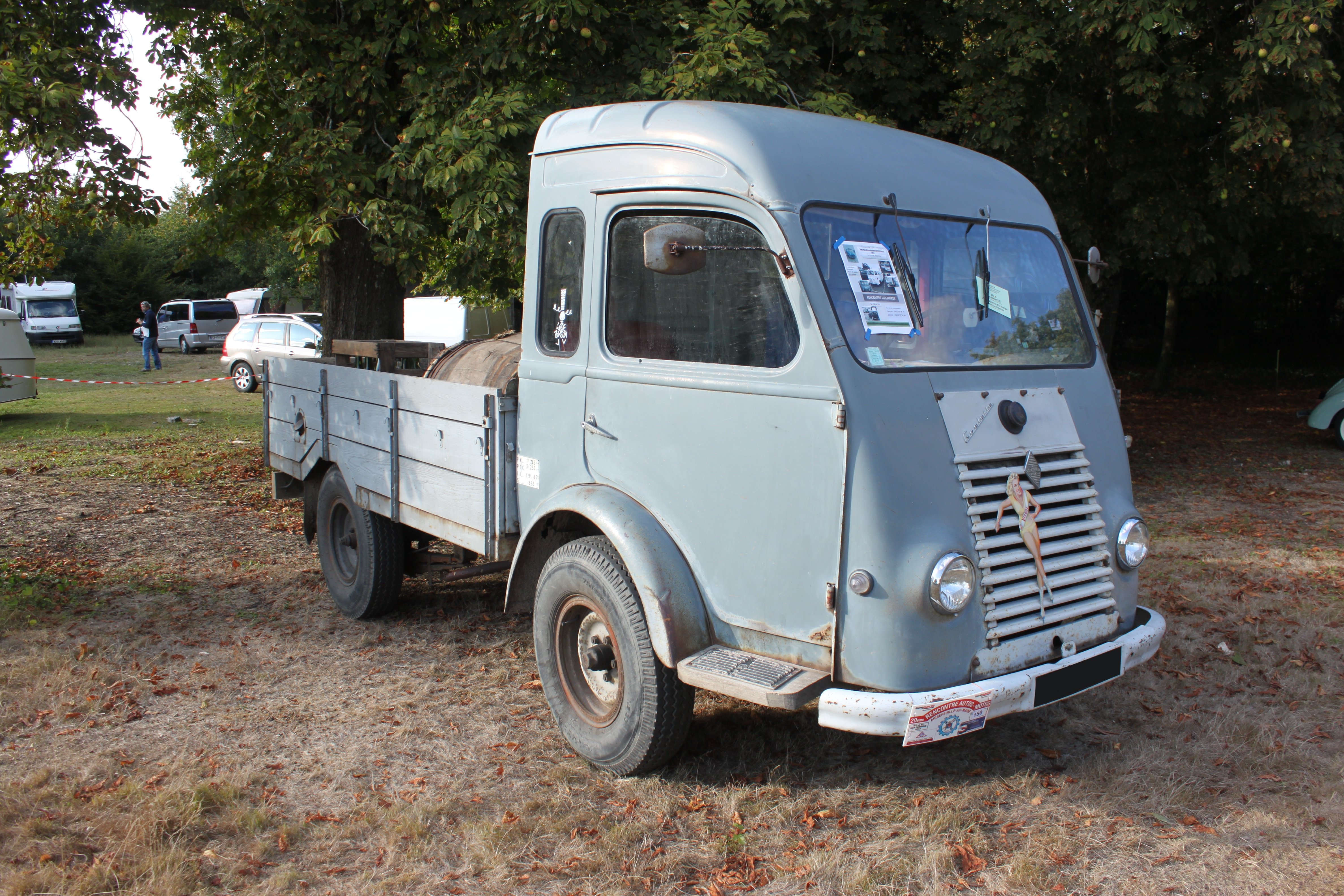
Renault Goélette camionnette à ridelles.

Le Renault R.2060 1 000 kg a été décliné en trois niveaux de charge utile:
- Le Voltigeur appartient à la gamme de charge utile 1 000 kg :
  - R2065 - fourgon normal ou rehaussé, moteur essence 668-2, 11 CV,
  - R4065 - équipé d'un moteur diesel Renault licence Alfa-Romeo 588, 2 717 cm3, 62 ch,
  - R4066 - avec le moteur diesel Indénor 594,
- Le Goélette appartient à la gamme de charge utile 1.400 kg :
  - R2086 - fourgon normal ou rehaussé, moteur essence Étendard 671, 2.141 cm3, 12 CV,
  - R2087 4x4 - version militaire équipée d'un moteur essence Étendard 671-4, 2141 cm3, 64 ch à 3.300 tr/min, alimentation électrique 24 V, charge utile de 800 kg[9],
  - R4086 - avec un moteur diesel Renault licence Alfa-Romeo 588, 2 717 cm3, 62 ch,
  - R4088 - avec un moteur diesel Indénor 594,
- Le Galion appartient à la catégorie 2.500 kg :
  - R2160, R2166, R2169 - version 2.000 kg,
  - R2161, R2164 et R2167 - version châssis cabine 2.500 kg,
  - R2163, R2165 - version châssis long 2.500 kg,
  - R2168 - version châssis long Galion.

La camionnette Renault Galion, baptisée à l'origine "Renault 2T5", dispose d'un PTAC de 4,9 tonnes. Le modèle R.2168 se distingue par son châssis long et ses roues type artillerie. Le moteur est un 4 cylindres 2,2 litres de 53 ch SAE.

### Versions 4x4: R.2067 et R.2069
Pour pouvoir se déplacer en tous chemins, en 1950, le châssis du fourgon R.2060 1000 kg a été envoyé chez le carrossier Herwaythorn qui les a transformés. Les modifications sont nombreuses : l'essieu avant a été remplacé par un pont moteur et directeur, une boîte de transfert permet de passer à volonté de 4x2 en 4x4. Le châssis a été surélevé par des cales et des protections métalliques ont été fixées sous le moteur.
Ces versions, dotées d'un moteur de 1 996 cm3 (50 ch SAE à 3.000 tr/min), sont baptisées « 4x4 750 kg » et pouvaient, soi-disant, franchir des pentes de 55,5%. Ajoutées au catalogue 1953 sous l'appellation R.2067 et R.2069, des versions 4x4 sont équipées du même moteur dont la puissance a été portée à 52 ch SAE.

## La Goélette dans la culture
Dans des films des années 1960 avec Jean Gabin et Lino Ventura, la Goélette étant un utilitaire de l'époque, est souvent présente et attaquée pour ce qu'elle transporte, comme dans Le Deuxième Souffle (Jean-Pierre Melville, 1966) ou Le Pacha (Georges Lautner, 1968).